# Денисенко, Нина Ивановна
 Нина Ивановна Денисенко (род. 6 августа 1941, Могилёв) — ткачиха Могилёвской лентоткацкой фабрики имени 50-летия Белорусской ССР Министерства лёгкой промышленности Белорусской ССР, полный кавалер ордена Трудовой Славы (1990).

## Биография
Родилась 6 августа 1941 года в оккупированном Германией городе Могилёв, центре Могилёвской области Белорусской ССР (ныне Белоруссия). Белоруска. Образование среднее. Член КПСС с 1975 года.
С 1958 года — разнорабочая строительного треста № 12 города Могилёва (ныне ОАО «Строительный трест № 12» Управляющая компания холдинга «Стройтрест-Холдинг»). Окончила городское профессионально-техническое училище лёгкой промышленности. С 1961 года трудилась на Могилёвской лентоткацкой фабрике имени 50-летия БССР Министерства лёгкой промышленности БССР (с 1993 года ОАО «Лента»). Охотно и с интересом овладевала профессией ткачихи, активно перенимала опыт старших товарищей. Вскоре молодая работница вышла в число передовиков производства. Будучи новатором и рационализатором производства, она уделяла большое внимание росту производительности труда, за счёт чего стала добиваться отличных результатов в работе. Личные задания нескольких пятилеток выполняла досрочно, добиваясь завершения за пять лет семи годовых планов. Проявив хорошие организаторские качества, Нина Ивановна в дальнейшем была назначена бригадиром ткачих.
Указами Президиума Верховного Совета СССР от 21 апреля 1975 года и от 17 марта 1981 года награждена орденами Трудовой Славы 3-й и 2-й степеней.
Продолжая совершенствовать профессиональное мастерство, повысила норму обслуживания станочного оборудования и обязалась выполнить за пятилетку три пятилетних плана. Взятое обязательство она выполнила успешно. Так же успешно перевыполняли производственные планы и члены её бригады, при этом ткачихи сдавали продукцию только высшего качества. Бригадир Денисенко активно использовала в своей работе личные новаторские идеи, которые затем получали широкое применение на производстве. При этом она была активным наставником рабочей молодёжи, прививала ученикам любовь к профессии, охотно делилась с ними собственным мастерством.
Указом Президиума Верховного Совета СССР от 23 мая 1986 года за успехи, достигнутые в выполнении заданий одиннадцатой пятилетки и социалистических обязательств, Денисенко Нина Ивановна награждена орденом Трудовой Славы 1-й степени. Стала полным кавалером ордена Трудовой Славы.
Депутат Верховного Совета Белорусской ССР 10-го созыва (1980—1985), член Комиссии по здравоохранению и социальному обеспечению.
Рассказ о Н. И. Денисенко из сборника «Гордость и слава Могилёвщины»

Молодую ткачиху на фабрике заметили сразу. Работала с душой, нравился ей шум станков, бег ленты, непрерывное движение. И ещё она хотела сделать как можно больше продукции. Присматривалась к работе опытных ткачих, не стеснялась советоваться с бригадиром, мастером. В результате за 1966—1970 годы она выполнила семь годовых планов, за что была награждена орденом Трудовой Славы ІІІ степени.
С этого времени и началось её восхождение. Она была уже бригадиром. Девчата в бригаде подобрались под стать своему бригадиру. Ежегодно перевыполняли они производственные планы, продукцию выпускали только высшего качества. Затем новая награда — орден Трудовой Славы ІІ степени, а в 1986 году — орден Трудовой Славы І степени.
Нина Ивановна стала первым среди рабочих лёгкой промышленности полным кавалером ордена Трудовой Славы трёх степеней.
Нина Ивановна обязалась за счёт повышения нормы обслуживания станочного оборудования, повышения профессионального мастерства выполнить за пятилетку три пятилетних плана. Без рабочей смекалки невозможна никакая профессия, и она придумала крючок, обычный стальной. Но он стал золотым для ткачих всей отрасли, потому что позволял без остановки работы ликвидировать обрыв нити. Появилась проблема — после перезаправки на белоснежном капроне появились масляные пятна. И снова её изобретение решило проблему — на его основе инженеры создали приспособление для снятия масла.
Нина Ивановна являлась примером для молодых ткачих, никогда не отказывалась брать учениц, не утаивала от них секреты, передавала своё мастерство, прививала любовь к профессии и труду.
— 
Работала на предприятии до выхода на заслуженный отдых.

## Награды
Награждена орденами Трудовой Славы 1-й, 2-й, 3-й степеней:
3 ст. 14.02.1975 № 10490
2 ст. 06.03.1981 № 15035
1 ст. 07.06.1990 № 698
- медалями, в том числе и медалями ВДНХ[1].